# Juan Abreu
Pour les articles homonymes, voir Abreu.
Juan De Dios Abreu Reyes (né le 8 avril 1985 à San Francisco de Macorís, Duarte, République dominicaine) est un ancien joueur de baseball dominicain.
Lanceur de relève droitier, il évolue en 2011 dans la Ligue majeure de baseball avec les Astros de Houston en 2011.

## Carrière
Juan Abreu joue en ligues mineures avec des clubs affiliés aux Royals de Kansas City et aux Braves d'Atlanta avant de passer aux Astros de Houston en 2011. Abreu est l'un des trois joueurs des ligues mineures cédés par les Braves aux Astros pour obtenir le voltigeur étoile Michael Bourn le 31 juillet 2011. 
Après un bref passage chez les RedHawks d'Oklahoma City, le club-école de niveau AAA des Astros dans la Ligue de la côte du Pacifique, Abreu obtient un premier essai dans les majeures. Il fait ses débuts pour les Astros le 29 août 2011. Il réussit 12 retraits sur des prises en seulement 6 manches et deux tiers lancées dans ses 7 sorties comme releveur en 2011 pour les Astros.
Abreu amorce 2012 avec les RedHawks d'Oklahoma City, club-école des Astros. Le 10 août, il est réclamé au ballottage par les Blue Jays de Toronto. Il joue en ligue mineure dans l'organisation des Blue Jays en 2012 et dans celle des Dodgers de Los Angeles en 2014.